# Almanacco del giorno prima
| Recensione       | Giudizio |
| ---------------- | -------- |
| sentireascoltare | (7.8/10) |
| Onda Rock        |          |
| Rockol           |          |
| Velvet Music     | positivo |
| Rockit           | positivo |
| Impatto Sonoro   | positivo |

Almanacco del giorno prima è il quinto album discografico del cantautore Dente, pubblicato nel gennaio 2014 da RCA Records.
L'album debutta alla posizione numero 6 della classifica italiana.

## Il disco
Il disco viene pubblicato a tre anni dal precedente Io tra di noi e a seguito di un tour che ha portato il cantautore di Fidenza anche all'estero.
Il titolo e la data di pubblicazione dell'album vengono annunciati il 18 dicembre 2013. Il 1º gennaio 2014 invece viene pubblicato il singolo Invece tu, presentato come "una canzone immersa nell'estetica della musica leggera italiana degli anni '60. Scritta, arrangiata e registrata come si faceva una volta".
Il disco è stato realizzato in un paio di mesi presso una scuola elementare abbandonata di Busseto, in provincia di Parma, con l'ausilio di Tommaso Colliva. Alle registrazioni dell'album hanno partecipato, tra gli altri, Rodrigo D'Erasmo ed Enrico Gabrielli.
Il tour promozionale del disco è iniziato il 24 marzo da Firenze.
Tra gli strumenti utilizzati è presente il clavicembalo, scelto per la somiglianza di suono con la spinetta, molto utilizzata negli anni sessanta.
Nei crediti del brano Remedios Maria tra gli strumenti musicali appaiono “batteria posticcia” e “porta”. Si tratta del cigolio di una porta registrato per sbaglio durante il provino per la canzone. La batteria posticcia è stata invece descritta come «una specie di antenata della drum machine, inserita in un organetto Giaccaglia».

## Copertina
La copertina è una «luna colorata, in maniera un po' acida, stile anni '60» realizzata prendendo un'illustrazione della Luna tratta da "un libro inglese" del 1910. I nomi dei luoghi lunari sono stati sostituiti con i titoli delle canzoni che compongono l'album. All'illustrazione è stata sovrapposta una fotografia scattata dal cantautore stesso: «un gadget che una casa farmaceutica regalava ai medici, in cui fluidi colorati si mescolano creando un effetto caleidoscopio, molto psichedelico».

## Tracce
Testi e musiche di Giuseppe Peveri.
1. Chiuso dall'interno – 3:54
2. Invece tu – 2:50
3. Miracoli – 1:57
4. Fatti viva – 4:03
5. Al Manakh – 3:43
6. Un fiore sulla Luna – 1:55
7. Coniugati passeggiare – 3:05
8. Gita fuoriluogo – 3:26
9. Casa mia – 2:17
10. Meglio degli dei – 4:08
11. I miei pensieri e viceversa – 3:28
12. Remedios Maria – 2:29

Durata totale: 37:15

## Formazione
- Dente - voce, chitarra, clavicembalo, glockenspiel, organo Hammond, percussioni, pianoforte, effetti
- Nicola Faimali - clavicembalo, basso, contrabbasso, pianoforte, percussioni
- Sig. Solo - pianoforte, organo Hammond, mellotron, clavicembalo, harmonium, basso
- Gianluca Gambini - glockenspiel, piatti, spazzola, batteria, percussioni
- Sebastiano De Gennaro - marimba, vibrafono, glockenspiel
- Rodrigo D'Erasmo - violino
- Paolo Rainieri - tromba
- Francesco Bucci - trombone
- Enrico Gabrielli - sassofono tenore, flauto, sassofono baritono